# Mansourah (distrito de Bordj Bou Arreridj)
Mansourah é um distrito localizado na província de Bordj Bou Arreridj, Argélia, e cuja capital é a cidade de Mansoura.[carece de fontes?]

## Municípios
O distrito está dividido em cinco comunas:
- Mansoura
- Ben Daoud
- El M'hir
- Haraza
- Ouled Sidi Brahim